# ديف نيزبت
ديف نيزبت (بالإنجليزية: Dave Nisbet)‏ هو لاعب كرة قدم أمريكية أمريكي، ولد في 29 أغسطس 1910 في Chimacum, Washington ‏ في الولايات المتحدة، وتوفي في 10 ديسمبر 1976 في توسان في الولايات المتحدة.